# Хорезмский оазис
Хорезмский оазис, иногда Хорезмийский оазис (каракалп. Xorezm oazisı; туркм. Horezm oazisi; узб. Xorazm vohasi) — оазис, расположенный в низовье реки Амударья. Занимает всю территорию Хорезмского вилоята Узбекистана, южную часть Каракалпакстана (суверенная республика в составе Узбекистана), а также северную и северо-восточную части Дашогузского велаята Туркменистана. Центр древнего исторического региона Хорезм.

## История
Здесь с VIII века до нашей эры и до 1924 года находился Хорезм — одно из древнейших государств Центральной Азии.

## Расположение и география
Хорезмский оазис расположен в низовье реки Амударья. Занимает всю территорию Хорезмского вилоята Узбекистана, южную часть Каракалпакстана, который является суверенной республикой в составе Узбекистана, а также северную и северо-восточную части Дашогузского велаята Туркменистана. В северной стороны заканчивается Кунградской низменностью, с юга пустыней Каракумы, с запада пустыней и одноимённым плато Устюрт, с востока пустыней Кызылкум. По территории оазиса протекает одна из крупнейших и длиннейших рек Средней Азии — Амударья.

## Природа

### Климат
Климат территории оазиса является резко континентальным, с жарким и сухим летом при достаточно холодной зиме. Среднегодовая температура составляет +15,0 °C; средняя температура января равна −4,5 °C, средняя температура июля +28,4 °C. Абсолютный минимум температуры составил —32 °C, абсолютный температурный максимум +54 °C. В среднем на территории района выпадает 80—120 мм осадков за год (основная часть осадков приходится на весну и осень). Вегетационный период длится 210—212 дней. Из-за снижения уровня Аральского моря климат района с каждым годом становится всё более аномальным и лето становится жарче, а зима холоднее.

### Почвы
Почва Хорезмского оазиса весьма разнообразна. Основную часть почвенного покрова составляют аллювиальные почвы. В почвенном составе также представлены лугово-серозёмные почвы. Почвенный покров адыров образован, в основном, лугово-серозёмными почвами, солончаками а также песчаниками.

### Гидрография
По территории оазиса протекает одна из крупнейших и длиннейших рек Средней Азии — Амударья. Именно благодаря Амударье образовался Хорезмский оазис и он сильно зависит от этой реки. На территории оазиса находятся свыше 100 озёр различной величины. Наиболее крупные из которых Тунгизкуль, Шуркуль, Улугшуркуль, Кернай, Каратеран, Бутакуль, Акчаакуль, Алтынкуль, Зейкуль, Аккуль и другие.
На территории района сооружена сеть водных ирригационных каналов, некоторые из которых являются трансграничными и проходят по территории обеих стран. Наиболее крупные и значимые из которых Озёрный коллектор Дружба, Шават, Ташсака, Палван-Газават, Карамазын и другие.

### Флора и фауна
На территории района повсеместно распространены гребенщик, лебеда, верблюжья колючка и другие растения, которые имеют большое кормовое значение для разводимых здесь каракулевых овец. В дикорастущем виде встречаются яблоня, грецкий орех, шиповник, астрагал, барбарис.
На территории района распространены шакал, лиса, камышовый кот, барсук, заяц, джейран, различные виды грызунов, ящериц, включая степных агам, змей, включая стрелу-змею, различные виды гадюковых и удавов. В реках и озёрах — разнообразные рыбы. В Амударье и её притоках водятся жерех, аральский усач, сом, лещ, чехонь, остролучка, белый амур, толстолобик.